# 朽木綱貞
朽木 綱貞（くつき つなさだ）は、江戸時代中期の大名。丹波国福知山藩の第6代藩主。福知山藩朽木家7代。

## 生涯
正徳3年（1713年）9月16日、朽木迪綱（みちつな、初代藩主朽木稙昌の六男）の長男として誕生した。享保8年（1723年）11月、伯父である稙治の継嗣となる。迪綱は兄である稙治の養子になっていたものの、早世したためである。しかし享保12年（1727年）、綱貞は病弱を理由に廃嫡された。稙治は代わって、別の甥（母が綱貞や迪綱の姉妹）の玄綱を養子に迎えた。ところが、これに不満を持った家臣団の一部が綱貞を擁立して家督争いにまで発展した。
寛保3年（1743年）1月18日、玄綱は病気の治癒を理由に綱貞を養嗣子とした。同年5月1日、第8代将軍・徳川吉宗に拝謁した。同年12月21日、従五位下・出羽守に叙任した。後に大炊頭に改める。明和7年（1770年）10月24日、玄綱の死去により、綱貞が家督を継いだ。安永4年（1775年）2月4日、大坂加番を命じられる。
この時代の福知山藩は、このように家督争いや財政難が起こって混乱続きだった。しかし、血筋だけで擁立されたような綱貞には、狩野典信に絵を習い、「学古帖」（福知山市郷土資料館蔵）などの作品を残すような文化的才能はあったが、政治的能力には乏しく藩政改革にも取り組まなかったといわれる。安永9年（1780年）8月5日、隠居し、養子の舖綱（玄綱の実子）に家督に譲った。
天明8年（1788年）5月31日に死去した。享年76。

## 系譜
- 父：朽木迪綱
- 母：不詳
- 養父：朽木稙治（1665年 - 1741年）、朽木玄綱（1709年 - 1770年）
- 正室：なし
- 側室：お類 - 光清院
- 生母不明の子女
  - 長男：朽木昌綱（1750年 - 1802年） - 朽木舖綱の養子
- 養子
  - 男子：朽木舖綱（1731年 - 1787年） - 朽木玄綱の長男